# Herold

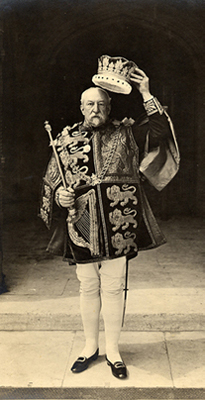
Herold W.H. Weldon
Norroy King of Arms, 1902

Herold – średniowieczny urzędnik dworski, wywołujący nazwiska rycerzy biorących udział w turniejach, mistrz ceremonii, sędzia turniejów rycerskich, strażnik poprawności herbów.
W starożytnej Grecji urzędnikiem o podobnym charakterze lecz z większym zakresem zadań był keryks.
Słowo "herold" wywodzi się od starogermańskiego słowa hariowaldus, tj. ten, który zna się, rozpoznaje opiekuńcze bóstwa rodowe, plemienne oraz zna ich rodowody.
Heroldowie pojawili się pod koniec XII wieku. Na turniejach występowali w specjalnych barwnych strojach, roznosili zaproszenia, występowali w roli straży porządkowej oraz wywoływali rycerzy na plac boju. Od XIV wieku nazywa się ich tylko heroldami, gdyż zajmują się jedynie sprawdzaniem poprawności znaków noszonych przez rycerzy, sporządzają tzw. role herbowe lub księgi turniejowe, do których wnosili barwne wizerunki znanych sobie herbów (dziś jedno z najważniejszych źródeł dla badań heraldycznych). 
Urzędy herolda mają zwykle kilka rang. Naczelny herold jest często nazywany Królem Herbowym (zob. King of Arms) lub Wielkim Heroldem, mającym do pomocy heroldów, heroldów nadzwyczajnych i heroldów pomocniczych. Najniższą rangą herolda jest goniec herbowy – pursuivant. Tytuł naczelnego herolda często pochodził od nazwy królestwa (Polanland, Gelre, Deutschland) lub, jak w Anglii od najwyższego orderu – Garter.
Urząd ten zanikł wraz z turniejami w XVI i XVII wieku, zostawiając swą nazwę urzędnikom heraldycznym i orderowym. W Polsce, mimo zabiegów Władysława Jagiełły, urząd nie przyjął się i był raczej nieznany.
Obecnie urząd herolda istnieje we wszystkich monarchiach europejskich. W Szkocji naczelnicy wielkich klanów mieli na swoich dworach własnych heroldów. W niektórych nielicznych klanach ten urząd jest kultywowany do dziś. Urząd prywatnego klanowego herolda MacDonaldów został reaktywowany w 2005 r. po 400 latach, i oficjalnie uznany przez Lorda Herolda Szkocji za Finlaggan Pursuivant of Arms. Własnych heroldów mają m.in. klany Hay (Slains Pursuivant), Mar (Garioch Pursuivant) i Lindsay (Endure Pursuivant).
W Polsce funkcję heroldii, ograniczoną jedynie do herbów ziemskich i miejskich (herby rodzinne utraciły bowiem prawną ochronę ze strony państwa i chronione są poprzez rejestrację jako znaki zastrzeżone w Urzędzie Patentowym) pełni dziś Komisja Heraldyczna przy Ministerstwie Spraw Wewnętrznych.